# Vital Gabriel Dubray
Vital Gabriel Dubray, född den 27 februari 1813 i Paris, död där den 1 oktober 1892, var en fransk bildhuggare.
Dubray studerade under Jules Ramey och uppträdde första gången 1840 med en byst, varefter han utförde monumentala statyer för flera städer i Frankrike, men även allegoriska och ideala figurer. Till de äldre hör Sainte Philomène, Johannes Döparen predikande (1842–1843), Spontini med musikens genius (1846), statyer av Napoleon III och statsmannen Rouher, Amor segrare, berömd grupp, Kejsarinnan Josefina (i Versailles), Napoleon I:s ryttarstaty (Rouen, 1865), Dödsängeln för kyrkogården i Kanton över fallna soldater (1876), reliefer på Jeanne d'Arcs staty i Orléans, General Abbatucci, bronsstod (1882), Elektriciteten, staty (1888). Med mejseln arbetade även Dubrays döttrar, Charlotte Gabrielle (1854–1931), gift med Albert Besnard, vilken utfört byster och Jeftas dotter, porträtt av Stanley (1878) med mera, samt Eugénie Giovanna (1860–1942), vilken modellerade Dido, Ung fröken från 1400-talet, Sårad soldat (1885).